# Ince Blundell
Ince Blundell är en ort och civil parish i Storbritannien.   Den ligger i distriktet Sefton i Merseyside i riksdelen England, i den centrala delen av landet, 290 km nordväst om huvudstaden London. Ince Blundell ligger 8 meter över havet och antalet invånare är 516.
Terrängen runt Ince Blundell är platt. Havet är nära Ince Blundell åt sydväst. Runt Ince Blundell är det mycket tätbefolkat, med 3 249 invånare per kvadratkilometer. Närmaste större samhälle är Liverpool, 13,0 km söder om Ince Blundell. Runt Ince Blundell är det i huvudsak tätbebyggt.